# 岸原重治
岸原 重治（きしはら しげはる、1878年9月 - 没年不詳）は、日本の電気技術者・実業家。官営八幡製鐵所の草創期から電気技師を務め、鉄鋼電気技術の基礎を築いた。

## 経歴
福岡県士族岸原義路の長男として生まれる。1896年福岡県立尋常中学修猷館、1899年7月第五高等学校工科を経て、1903年7月京都帝国大学理工科大学電気工学科を卒業。
1905年、創立間もない官営八幡製鐵所の電気工事嘱託となり、1909年技師に任ぜられる。1910年に開設された、青少年未経験工の技術教育を行う「製鉄所幼年職工養成所」の教科書編纂委員を命ぜられ、「電気学大意」を作成した。その後、工務部電気科長を経て、1923年動力部長に就任。1931年退任する。その後、昭和製鋼所取締役を経て、顧問となる。